# Aéroport de Zhumadian-Queshan
 (juillet 2017).
 (août 2020).
Si vous disposez d'ouvrages ou d'articles de référence ou si vous connaissez des sites web de qualité traitant du thème abordé ici, merci de compléter l'article en donnant les références utiles à sa vérifiabilité et en les liant à la section « Notes et références ».
L'aéroport de Zhumadian-Queshan (chinois simplifié : 驻马店确山机场 ; pinyin : zhùmǎdiàn quèshān jīchǎng) est le principal aéroport de la ville-préfecture de Zhumadian, dans la province du Henan, en République populaire de Chine.
Il est uniquement à usage militaire, l'Aéroport de Nanyang-Jiangying est l'aéroport civil le plus proche.